# دیسموتوبول
هر دیسموتوبول (دسموتوبول) یک لوله منشعب از شبکهٔ آندوپلاسمی است که از طریق لان یک سلول وارد سلول مجاور می‌شود. برخی از مولکول‌ها شناخته شده‌اند که از طریق این کانال‌ها انتقال میابند، اما به نظر می‌رسد که این اصلی‌ترین روش انتقال مواد در پلاسمودسم‌ها نیست. مجاور دیسموتوبول و غشای پلاسمایی نواحی ای شناسایی شده است که دارای ماده ای متراکم از الکترون است که این نواحی با استفاده از ساختارهای شعاعی به یکدیگر متصل شده‌اند. این لوله‌ها پلاسمودسم را به کانال‌های کوچکتری تقسیم می‌کنند. این رشته‌ها ممکن است دارای شامل اکتین و میوزین هم باشند. رشته‌های اکتین و میوزین در ساختار اسکلت سلولی نیز وجود دارند. این پروتیین‌ها می‌توانند در انتقال مولکول‌های درشت مشخصی بین دو سلول نقش داشته باشند.